# Igreja de Santo António dos Portugueses
Sant'Antonio dei Portoghesi ou Igreja de Santo António dos Portugueses é uma igreja titular barroca no centro de Roma dedicada a Santo António de Lisboa, que funciona como igreja nacional da comunidade portuguesa visitante ou residente naquela cidade. Seu nome oficial é Sant'Antonio in Campo Marzio ou Igreja de Santo António no Campo de Marte. 
O cardeal-presbítero protector do título de Santo António in Campo Marzio é D. Manuel José Macário do Nascimento Clemente, cardeal-patriarca de Lisboa.

## Arquitectura
A igreja foi sucessivamente projectada por Martino Longhi, o Jovem (1638), Carlo Rainaldi (1657) e finalmente por Cristoforo Schor (1697), no local de outra construída no século XV por iniciativa do cardeal Antão Martins de Chaves. A abóbada aduelada, construída entre 1674 e 1676, foi concebida por Rainaldi.
Os tetos têm estuques de Pompeo Gentile com afrescos de Salvatore Nobili. O altar-mor tem uma "Aparição da Virgem". Na primeira capela está um monumento neoclássico em honra de Alexandre de Sousa esculpido por Antonio Canova em 1808. Na segunda estão um "Baptismo de Cristo" da autoria de Giacinto Calandrucci e uma "Circuncisão de João Baptista" de Nicolas Lorrain, além de um monumento também da autoria de Giacinto Calandrucci.
Noutra capela existe um monumento fúnebre dedicado ao embaixador Manuel Pereira de Sampaio, por Pietro Bracci, datado de 1750. 
A primeira capela do lado esquerdo tem como peça-de-altar uma "Virgem com o Menino e os Santos António e Francisco" da autoria de Antoniazzo Romano.
A segunda capela, dita do Presépio, abriga três trabalhos de Antonio Conciolli: "Natividade", "Adoração dos Magos" e "Repouso no Egipto". Entre 1777 e 1783, foi decorada por Francisco Navone para receber a sepultura de Jacinto de Oliveira de Abreu e Lima, que fora governador da Igreja, Casa e Hospital de Santo António dos Portugueses em Roma.
É de relevar também, nesta igreja, o sepultamento de Domingos Sequeira e D. Ana de Jesus Maria de Bragança. 

## Galeria

Imagens da igreja
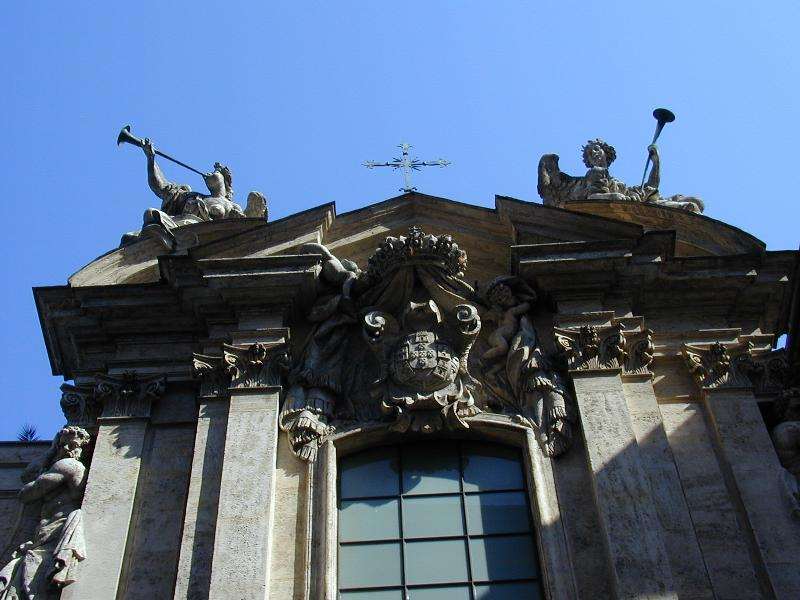
Detalhe da fachada.
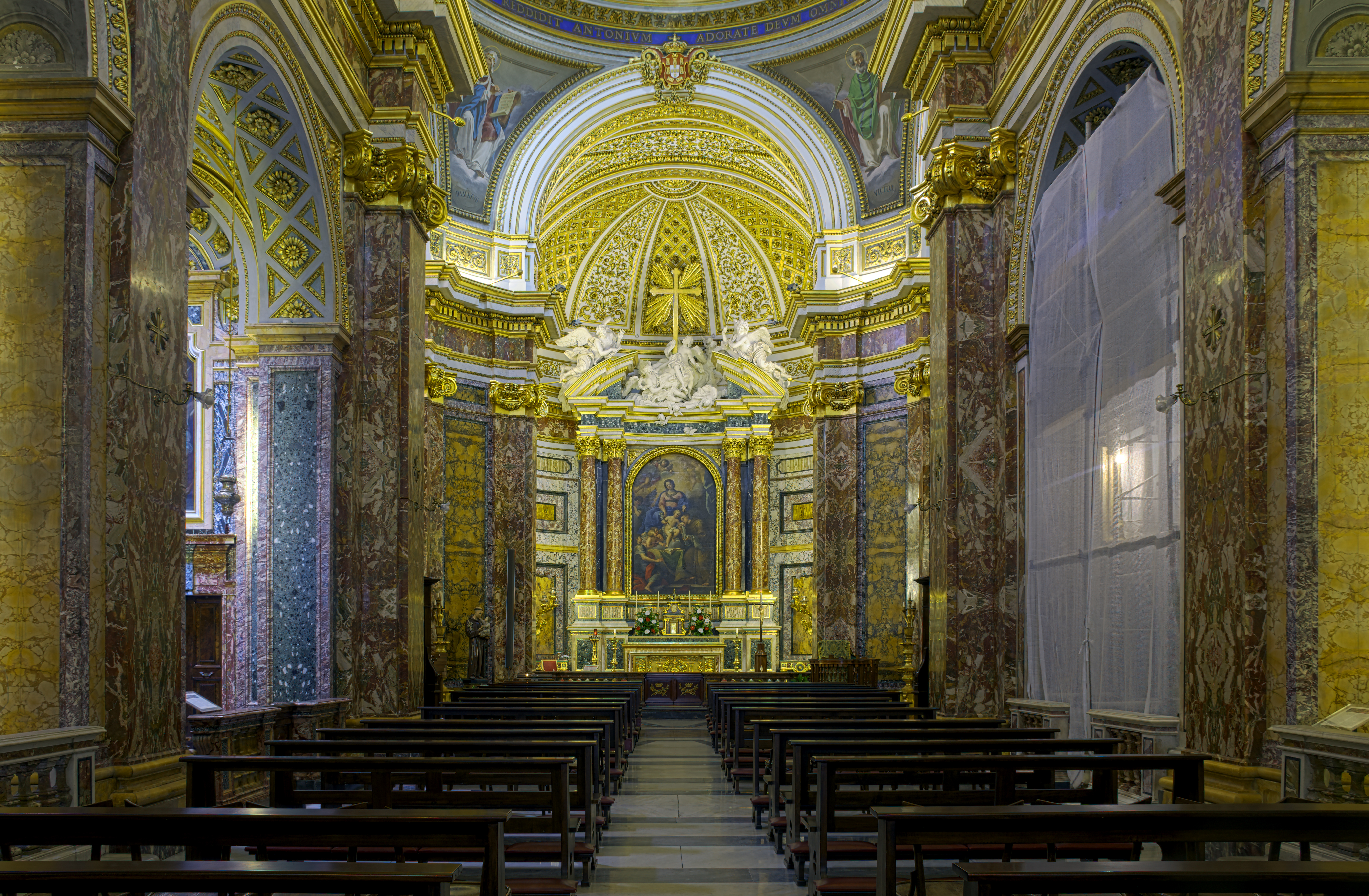
Vista do interior.
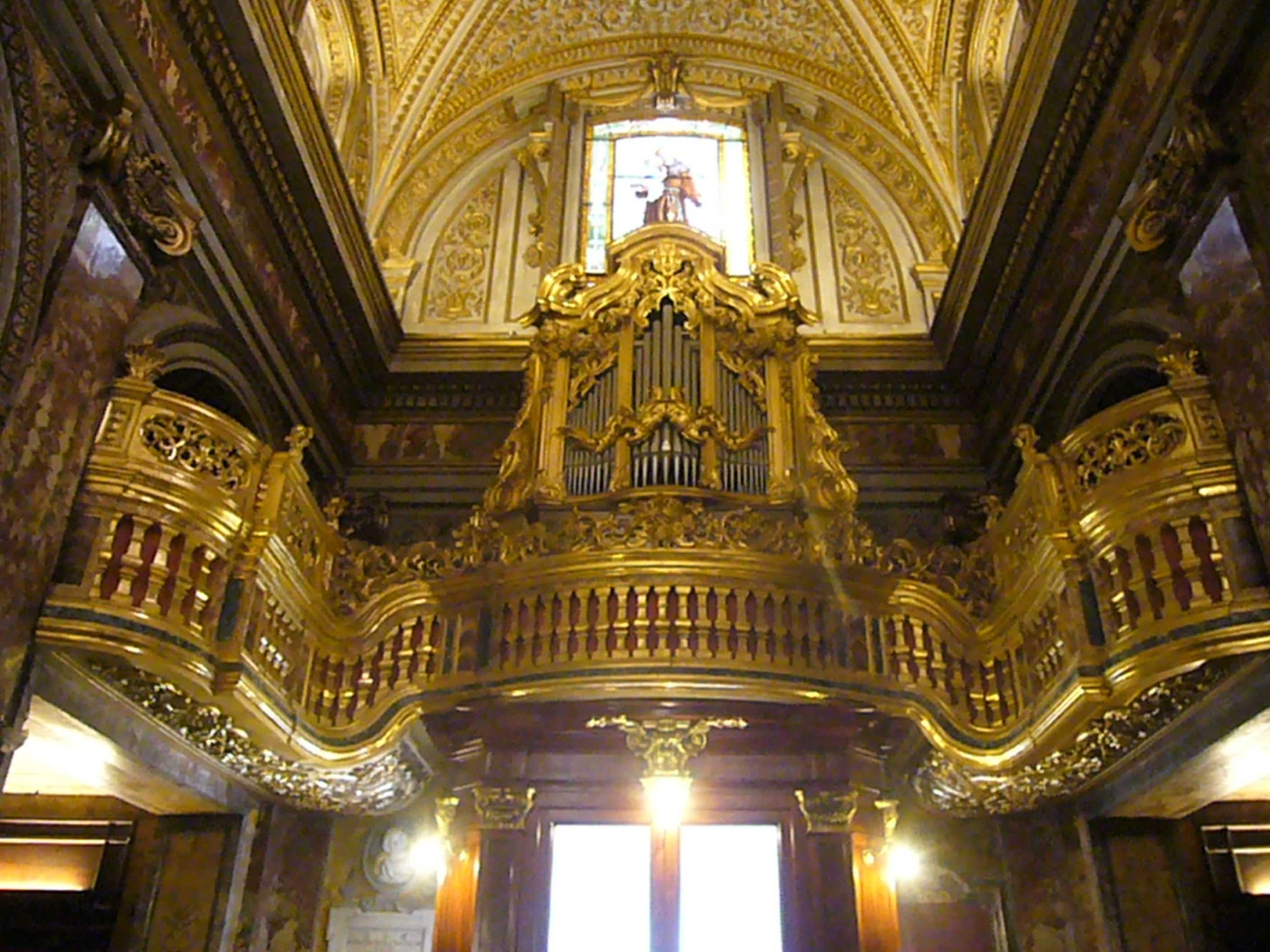
Órgão.
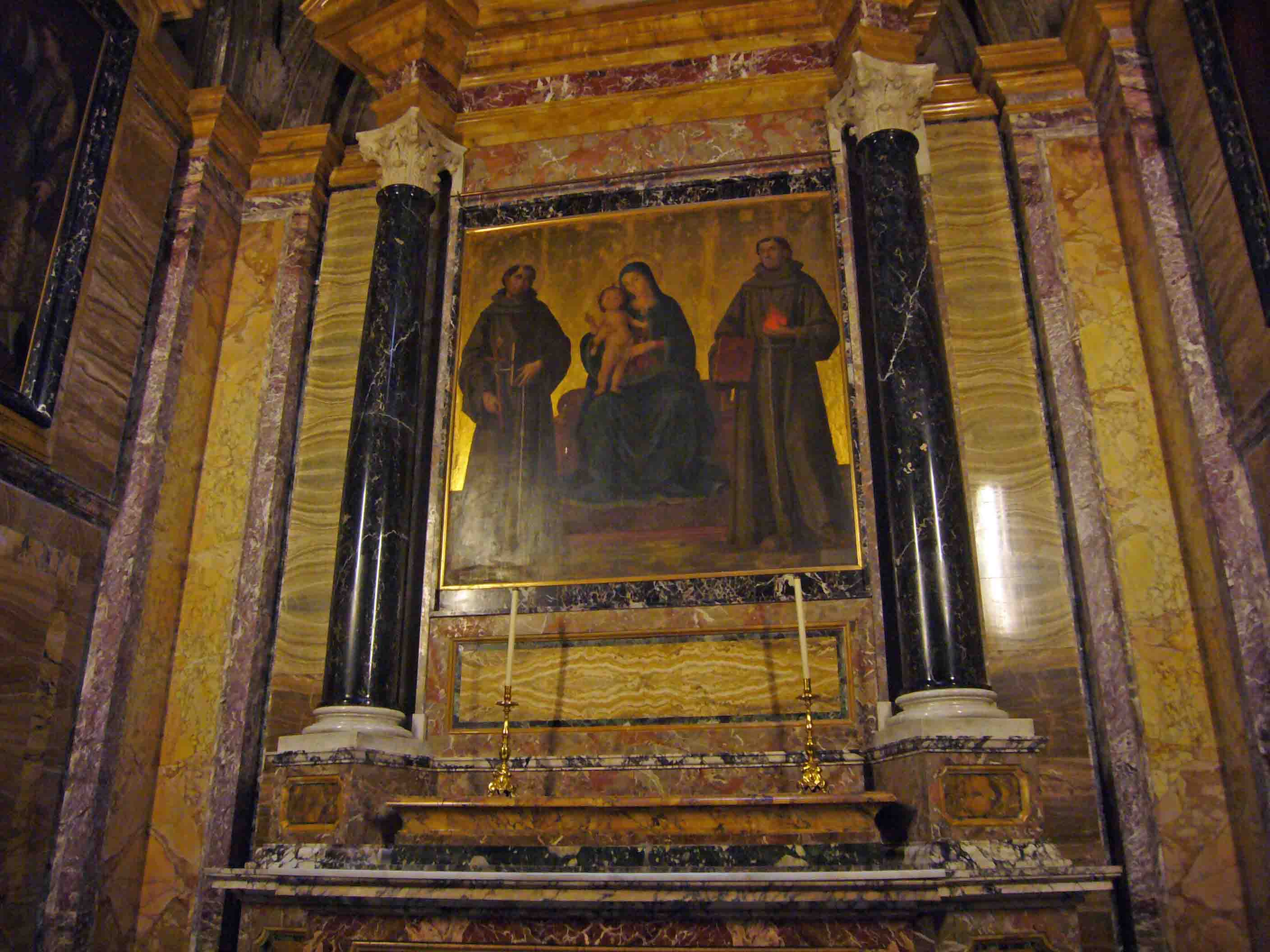
"Virgem com o Menino e os Santos António e Francisco", de Antoniazzo Romano.